# Pleasant Hill (Pennsilvània)
Pleasant Hill és una concentració de població designada pel cens dels Estats Units a l'estat de Pennsilvània. Segons el cens del 2000 tenia 2.301 habitants.

## Demografia
Segons el cens del 2000, Pleasant Hill tenia 2.301 habitants, 943 habitatges, i 639 famílies. La densitat de població era de 1.217 habitants/km².
Dels 943 habitatges en un 36,9% hi vivien nens de menys de 18 anys, en un 45,3% hi vivien parelles casades, en un 17,1% dones solteres, i en un 32,2% no eren unitats familiars. En el 26,5% dels habitatges hi vivien persones soles el 9,7% de les quals corresponia a persones de 65 anys o més que vivien soles. El nombre mitjà de persones vivint en cada habitatge era de 2,44 i el nombre mitjà de persones que vivien en cada família era de 2,92.
Per edats la població es repartia de la següent manera: un 26,9% tenia menys de 18 anys, un 9,2% entre 18 i 24, un 31,6% entre 25 i 44, un 20,1% de 45 a 60 i un 12,1% 65 anys o més.
L'edat mediana era de 34 anys. Per cada 100 dones de 18 o més anys hi havia 82,3 homes.
La renda mediana per habitatge era de 35.595 $ i la renda mediana per família de 41.250 $. Els homes tenien una renda mediana de 32.130 $ mentre que les dones 23.938 $. La renda per capita de la població era de 16.787 $. Entorn del 12% de les famílies i el 12,1% de la població estaven per davall del llindar de pobresa.

## Poblacions més properes
El següent diagrama mostra les poblacions més properes.